# Bajsh
Un bajsh (en persa: بخش, también romanizado como  baxš) es un tipo de división administrativa de tercer nivel de Irán. Aunque a veces se traduce al español como condado, debería traducirse con mayor precisión como distrito.
En Irán, cada ostán o provincia consta de varios shahrestanes o condados (en persa: شهرستان, šahrestân), y cada shahrestán tiene uno o más bajshs o distritos. Un bajsh generalmente consta de docenas de aldeas y pueblos, con una ciudad o pueblo central. Cada bajsh tiene una oficina administrativa llamada bajshdari con un bajshdar como gobernador y autoridad responsable.
Por lo general, existen algunas ciudades (en persa: شهر, šahr) y dehestanes (municipios o aglomeraciones rurales; en persa: دهستان, dehestân) en cada condado. Los dehestanes incluyen varias aldeas y sus tierras circundantes. Una de las ciudades de cada condado es la capital del mismo.
Para comprender mejor estas subdivisiones, la siguiente tabla puede ayudar: Si se supone que la provincia P está dividida en dos condados: A y B. Y el condado A tiene 3 distritos: Central, X e Y. Y el distrito Central es el distrito que contiene la ciudad M , que es la capital del condado. Cada distrito puede contener una o más ciudades o una o más aglomeraciones rurales (AR). Con esta simulación, el distrito Central contiene la ciudad M (la capital), la ciudad N y la aglomeración rural (AR) T, que a su vez, está compuesta por los pueblos o aldeas V1, V2, V3 y V4. A su vez, el distrito X contiene solo la ciudad O y la aglomeración rural(AR) U, que a su vez tiene los pueblos V5 y V6. El distrito Y no tiene ciudades, solo una aglomeración rural V que contiene los pueblos V7, V8 y V9. El condado B en la siguiente tabla es del tipo mínimo, conteniendo solo una ciudad Q, dentro de un único distrito Central.
| Provincia (Ostán) | Condado (Shahrestán) | Distrito (Bajsh) | Ciudad /Aglomeración Rural (AR) | Pueblos o aldeas |
| ----------------- | -------------------- | ---------------- | ------------------------------- | ---------------- |
| P                 | A                    | Central          | Ciudad M (c)                    |                  |
| P                 | A                    | Central          | Ciudad N                        |                  |
| P                 | A                    | Central          | AR T                            | V1, V2, V3, V4   |
| P                 | A                    | X                | Ciudad O                        |                  |
| P                 | A                    | X                | AR U                            | V5, V6           |
| P                 | A                    | Y                | AR V                            | V7, V8, V9       |
| P                 | B                    | Central          | Ciudad Q                        |                  |